# 21 grammi (singolo)
21 grammi è un singolo del rapper italiano Fedez, pubblicato il 2 ottobre 2015 come primo estratto dalla riedizione del quarto album in studio Pop-Hoolista.

## Descrizione
Interamente composto da Fedez, 21 grammi rappresenta un viaggio introspettivo, un viaggio dove il cantautore si interroga sul senso della vita. Un brano che "guarda dentro, scruta l'anima" (21 grammi è il peso che si perderebbe dopo la morte, il peso dell'anima che rimane).
Il brano ha evidenziato inoltre una svolta cantautoriale del rapper, venendo paragonato a diversi lavori del cantautore italiano Jovanotti.

## Video musicale
Il video, diretto da Mauro Russo e reso disponibile il 2 ottobre 2015 attraverso il canale YouTube del rapper, mostra una vita che sembra non essere "tutta rosa e fiori" nemmeno per chi canta, nonostante il successo ottenuto e la folla adorante di ammiratori. È questo quanto traspare dalla clip, in cui si vede Fedez sempre centrale, sempre protagonista ma allo stesso tempo fuori dal coro.

## Tracce
1. 21 grammi – 3:41

## Classifiche
| Classifica (2015) | Posizione massima |
| ----------------- | ----------------- |
| Italia            | 4                 |